# هانك باور (لاعب كرة قدم أمريكية)
هانك باور (بالإنجليزية: Hank Bauer)‏ هو لاعب كرة قدم أمريكية أمريكي، ولد في 15 يوليو 1954 في سكوتسبلوف في الولايات المتحدة.

## وصلات خارجية
- هانك باور على موقع مرجع كرة القدم المحترفة.كوم (الإنجليزية)
- هانك باور على موقع قاعة ميسوري للمشاهير الرياضية (الإنجليزية)